# Story of My Life (chanson de Lesley Roy)
Pour les articles homonymes, voir Story of My Life.
Chansons représentant l'Irlande au Concours Eurovision de la chanson
22
(2019) Maps
(2021)
Story of My Life est une chanson de la chanteuse irlandaise Lesley Roy, sortie le 13 mars 2020 en téléchargement numérique. La chanson aurait dû représenter l'Irlande au Concours Eurovision de la chanson 2020, à Rotterdam, aux Pays-Bas.

## À l'Eurovision
Le 5 mars 2020, la chanson Story of My Life de Lesley Roy est présentée par le diffuseur irlandais RTÉ comme représentant de l'Irlande à l'Eurovision 2020 après une sélection interne.
La chanson aurait dû être interprétée en septième position de l'ordre de passage de la première demi-finale, le 12 mai 2020. Cependant, le 18 mars 2020, l'annulation du Concours en raison de la pandémie de Covid-19 est annoncée.